# Who Censored Roger Rabbit?
Who Censored Roger Rabbit? (letteralmente Chi ha censurato Roger Rabbit?) è un romanzo giallo del 1981 scritto da Gary K. Wolf. È stato adattato nel ben più noto film Chi ha incastrato Roger Rabbit del 1988.

## Trama
Eddie Valiant è un detective privato che viene assunto da Roger Rabbit, un personaggio secondario dei fumetti dalle fattezze di un coniglio antropomorfo, il quale lo incarica di scoprire perché i suoi datori di lavoro, i Fratelli DeGreasy (Rocco e Dominic), proprietari di un sindacato di cartoni animati, si sono rimangiati la promessa di dare a Roger una propria striscia fumettistica, probabilmente scegliendo di vendere il suo contratto a un acquirente misterioso. Valiant investiga e giunge alla conclusione che non esiste alcun acquirente misterioso: Roger è rimasto delegato a un ruolo di personaggio secondario per la sua mancanza di talento. Poco tempo dopo, Roger viene ucciso a casa sua. Il suo fumetto, trovato sulla scena del crimine, indica che l'omicidio è servito per censurare il coniglio, che apparentemente aveva scoperto la fonte del suo successo. La ricerca di Valiant per l'assassino lo porta a investigare su un certo numero di sospettati: Jessica Rabbit, vedova infedele di Roger, l'ex collega di Roger, Baby Herman, e la fotografa di Roger, Carol Masters. Eddie si incontra poi con un doppelgänger di Roger, in quanto i personaggi animati possono creare dei doppioni temporanei di loro stessi da usare come controfigura, e gli promette di risolvere il caso. Allo stesso tempo anche l'ex capo del coniglio, Rocco DeGreasy, è stato assassinato e diversi testimoni indicano Roger come l'assassino essendo stato visto fuggire dalla scena del crimine.
Durante le indagini di Eddie, i principali sospettati gli chiedono di cercare una teiera in cambio di una ricompensa. Valiant trova l'oggetto, che era in possesso di Roger, e lo dà a Dominic solo per scoprire che in realtà è una lampada contenente un Genio animato, il quale uccide Dominic. Il Genio gli spiega che i millenni durante cui ha vissuto in solitudine lo hanno reso amareggiato, e ammette di essere stato lui a sparare a Roger: infatti il Genio può essere controllato mediante una canzone per bambini che Roger cantava abitualmente e, così facendo, espresse senza saperlo il desiderio di avere successo e sposare Jessica. Quando Roger involontariamente invocò il Genio nuovamente, assistette alla sua apparizione e quindi il Genio lo uccise per non lasciare tracce. Valiant obbliga la creatura ad esprimere un suo desiderio tenendo la sua lampada sopra una vasca per pesci piena di acqua salata, unico punto debole del Genio; il detective desidera una prova che testimoni l'innocenza di Roger, e ottiene una lettera falsa di Dominic in cui confessa gli omicidi di Roger e Rocco, assieme al proprio suicidio. Non fidandosi a lasciare andare il Genio e sapendo che nessuno gli crederebbe al riguardo, Eddie lascia cadere la lampada nella vasca e l'acqua salata dissolve il Genio nel nulla.
Con il caso risolto, ora resta solo da scoprire chi abbia davvero ucciso Rocco DeGreasy; Eddie conclude quindi che l'assassino non è altri che il Roger Rabbit originale, il quale ha creato il suo doppelganger come alibi e ha ucciso Rocco come vendetta per avergli rubato Jessica. Intendeva incastrare Valiant mettendo l'arma del delitto nel suo ufficio, ma è stato ucciso dal Genio dopo averlo convocato accidentalmente. Il doppelganger di Roger conferma la verità e afferma che lo ha pianificato per giorni; tuttavia, dopo che ha ripulito il suo nome e ha fatto amicizia con lui nonostante le sue azioni, elogia Eddie e lo saluta amichevolmente prima di scomparire.

## Differenze rispetto al film
Il romanzo è ambientato in un mondo in cui i personaggi dei fumetti esistono realmente e sono considerati delle celebrità; quando comunicano, i personaggi emettono dalle loro bocche dei "fumetti" (balloon) su cui si può leggere quanto stanno dicendo, sebbene alcuni di loro siano in grado di comprimerli nelle loro bocche per non farli uscire. Viene anche fatto accenno a diverse discriminazioni che i personaggi subiscono da parte degli umani. Nel film si parla invece di personaggi di cartoni animati, i quali vivono in una città chiamata Cartoonia; essi sono pressoché invincibili e si possono uccidere solo con un acido chiamato "salamoia". Nel romanzo, invece, i personaggi hanno l'abitudine di creare dei cloni da usare come controfigure per le scene più rischiose. Tali cloni solitamente durano poche ore, ma Roger ne crea uno che dura due giorni anche dopo la sua morte.